# Ciclul lui Baal
Ciclul lui Baal (cunoscut și ca „Ciclul lui Baal” și Anat sau „Ciclul lui Baal și Mot”) este o epopee mitologică antică, care relatează povestea zeilor Canaanului (inclusiv Fenicia) și Ugaritului. Ciclul lui Baal este considerat mitul central al civilizației din Ugarit și principala creație poetică din Ugarit scrisă în secolele al XV-lea - al XII-lea î.e.n. (Epoca bronzului târziu). Poemul aruncă o lumină asupra credințelor și gândirii religioase a locuitorilor din Ugarit și permite accesul la cunoașterea vieții și obiceiurilor canaanenilor și fenicienilor.    
Orașul antic Ugarit, capitala unui mic regat pe coasta de est a Mediteranei, se afla în apropierea actualului oraș Latakya din Siria.
Creația, care a fost descoperită în Biblioteca marelui preot din orașul Ugarit, este scrisă în semne cuneiforme pe șase tăblițe de lut (și încă un număr de cioburi ) care s-au conservat mai mult sau mai puțin bine. Tablițele sunt catalogate de la KTU 1.11. până la KTU  1.2
Cyclul cuprinde 2350 rânduri în 1500 versuri poetice, redactate de scribul regal Ilimilku. Stilul său este cel poetic narativ.
Eroii principali ai poemului sunt: 
El - zeul suprem al panteonului canaanean, descris în arta locală ca un rege șezând pe tron; Baal - zeul ploilor, al furtunii și al fertilității;Anat  sora devotată a lui Baal, zeița războiului și a vânătorii, care îi sare acestuia în ajutor; zeul Yam, al mărilor și râurilor; Mot, zeul mortii și al tărâmului subpământean (infernul).
În centrul acțiunii se află un război și o confruntare între zei pentru controlul și stăpânirea pământului. Baal și Anat se luptă împotriva zeilor Yam și Mot.
Când sunt pe cale să învingă forțele pozitive, Baal și Anat, oamenii au parte de viață, ploaie și fertilitate, iar când înving Yam și Mot, care sunt forțe negative, oamenii cad pradă secetei, sterilității, molimilor, inundațiilor, undelor de tsunami, și morții. Yam este perceput în mod deosebit ca un zeu demonic, și acest caracter se concretizează și prin natura ajutoarelor sale - cumpliții monștri ai mării.

## Subiectul

### Yam pune stăpânire pe conducerea lumii
Zeul suprem El , creatorul lumii, dorește să înscăuneze pe unul din urmașii săi ca rege peste Pământ. Unul dintre candidați. zeul Ashtar (Athtar), al aștrilor cerului, descris ca un tiran, ocupă tronul în mod arbitrar. Yam-Nahar, zeul mărilor și al fluviilor, reușește să-l detroneze pe Ashtar, și trimite un sol la zeul El cu cererea de a-i porunci lui Kothar-wa-Khasis, zeul meșteșugurilor, să-i zidească un palat pe culmea muntelui Sapan (în ebraică:Tzafon) ca să-și întărească domnia.
Din relatarea zeiței soarelui Shapash (Shamash), luminătoarea zeilor, reiese că El este de partea lui Yam și crede că acesta este cel mai potrivit pentru a domni peste pământ. Shapash îi spune lui Ashtar să se împace cu starea de lucruri. Lui Ashtar nu-i rămâne decât să-și deplângă soarta.
În continuare Yam rămâne să se confrunte cu zeul Baal Hadad, zeul furtunii, al agriculturii, care și el pretinde coroana Pământului. Baal caută refugiu la adunarea zeilor, dar Yam pe urmele lui, trimite soli cerând ca Baal și slujitorii  săi să-i fie predați. El îi instruiește pe soli să nu îngenuncheze în fața zeilor.
Zeii care se ospătau au băgat de seamă că solii lui Yam stau în picioare cu obrăznicie și trufie. Zeii se tem, și își apleacă capetele, pentru care primesc mustrări din partea lui Baal. Zeul El consimte la vorbele solilor, după care Baal va deveni robul lui Yam. Baal, mânios, ia un cuțit ca să-i omoare. 
Surorile sale, Anat și Ashtart (în ebraică:Ashtoret), îl iau de mână și îl liniștesc, spunându-i că nu avea rost să-i ucidă pe soli, fiindca ei își fac datoria față de stăpânul care i-a trimis

### Baal pornește la luptă și îl răpune pe Yam
Baal îi anunță pe trimișii lui Yam că are de gând să-l provoace la luptă pe stăpânul lor, iar Yam acceptă sfidarea. Monștrii marini trimiși de Yam - crocodilul cel mare (Tnn- ca ebraicul Tanin), balena Leviatanul și balaurul  cu șapte capete (Shalyat), sunt omorâți, însă de către Anat, și cei doi zei, Baal și Yam, încep să se lupte unul cu altul.(După o altă tăbliță, Baal era cel care i-a ucis pe monștri). Mai întâi, Yam inundă pământul cu apă sărată și distruge recoltele, numai că sora sa, Shafash, zeița soarelui, este de partea lui Baal, și îl ajută pe acesta să usuce pământul. 
Kothar-wa-Khasis , zeul meșteșugar, îi făurește lui Baal niște ghioage fermecate, care îl vor ajuta în lupta cu Yam. Aceste ghioage se numeau Igrash sau Yagrush (urmăritoarea) și Imar sau Aymur (conducătoarea). Igrash îl lovește pe Yam în umeri și piept, iar Imar în atinge în frunte, între ochi, iar Yam cade la pământ. Baal îl prinde și îl omoară.
Ashtart îl mustră, însă, pe Baal, pentru încălcarea eticii războiului, care interzice omorul prizonierilor. Baal este proclamat rege al zeilor și stăpân unic al pământului.
Baal își sărbătorește victoria printr-un ospăț cu carne și vin, însoțit, cum se obișnuia, de cântece și instrumente muzicale.

Continuă totuși lupta cu încă un număr de dușmani. Anat ia parte și ea.

Unsă cu smoală de către șapte fecioare, Anat descinde și îi ucide pe adversarii rămași ai lui Baal, în locuri din cele mai diferite: la poalele muntelui, în vale, între orașe, și până și în propriul ei palat. O face cu inima „umplută de râs.” Apoi se îmbăiază în roua cerului și în ploaia trimisă de fratele ei, Baal. Descrierile scenelor de măcel sunt foarte naturaliste.
Se povestește cum Anat se scaldă până la genunchi în sângele oștenilor, și până la grumaz în mațele luptătorilor. Ea își împodobește cureaua cu mâinile învinșilor și capetele lor îi slujesc de mingi. 
La un moment dat, istovit de atâtea lupte, Baal se odihnește pe Muntele Sapan cu soțiile sale (Pidray, Tallay, Arsay).  Îi trimite lui Anat, pe solul său credincios, Gapan-va-Agar,(uneori se considera că e vorba de doi soli - Gapan si Ugar, vezi A. Negoiță p.198) cu rugămintea să oprească războiul, promițându-i, în schimb, să-i destăinuie tainele universului, „graiul pomului și șușuitul pietrei" și "murmurul  cerului" (A. Negoiță p.200)
Anat, văzându-l, se teme că vine să-i vestească moartea lui Baal, dar el o liniștește și îi transmit rugămintea.  

## Legături exterioare
- The Ugaritic Baal Myth, table fourth - Cuneiform Digital Library Initiative -Wiki